# Bernardo Silva Conceição
Bernardo Silva Conceição, noto anche con lo pseudonimo di Berna (Porto, 15 settembre 2003), è un calciatore portoghese, centrocampista del Felgueiras 1932.

## Carriera
Ha esordito professionalmente con il Boavista il 18 novembre 2022 in un incontro di Taça da Liga vinto 3-2 contro il Belenenses SAD.

## Statistiche

### Presenze e reti nei club
Statistiche aggiornate al 3 settembre 2023.
| Stagione        | Squadra         | Campionato      | Campionato | Campionato | Coppe nazionali | Coppe nazionali | Coppe nazionali | Coppe continentali | Coppe continentali | Coppe continentali | Altre coppe | Altre coppe | Altre coppe | Totale | Totale | Totale |
| Stagione        | Squadra         | Comp            | Pres       | Reti       | Comp            | Pres            | Reti            | Comp               | Pres               | Reti               | Comp        | Pres        | Reti        | Pres   | Reti   |        |
| --------------- | --------------- | --------------- | ---------- | ---------- | --------------- | --------------- | --------------- | ------------------ | ------------------ | ------------------ | ----------- | ----------- | ----------- | ------ | ------ | ------ |
| 2022-2023       | Boavista        | PL              | 1          | 0          | CP+Cdl          | 0+1             | 0               |                    | -                  | -                  |             | -           | -           | 2      | 0      |        |
| 2023-2024       | Boavista        | PL              | 4          | 0          | CP+Cdl          | 0               | 0               |                    | -                  | -                  |             | -           | -           | 4      | 0      |        |
| Totale carriera | Totale carriera | Totale carriera | 5          | 0          |                 | 1               | 0               |                    | -                  | -                  |             | -           | -           | 6      | 0      |        |